# Orimarga celestia
Orimarga celestia är en tvåvingeart som beskrevs av Alexander 1972. Orimarga celestia ingår i släktet Orimarga och familjen småharkrankar. Inga underarter finns listade i Catalogue of Life.